# Муми, Билл
Чарльз Уильям (Билл) Муми-младший (англ. Charles William Mumy Jr., /ˈmuːmi/; род. 1 февраля 1954) — американский актёр. Кроме внушительного списка сыгранных ролей, Билл также талантливый и известный музыкант, автор песен и даже писатель, а кроме того значимая персона в научно-фантастическом сообществе.

## Биография
Муми родился в Сан-Гейбриеле, штат Калифорния, от Чарльза Уильяма Муми, скотовода, и Мюриэль Гертруды Муми (урождённой Гулд). Он начал свою профессиональную карьеру в возрасте шести лет и участвовал более чем в четырёхстах телевизионных эпизодах, восемнадцати фильмах, различных рекламных роликах и множестве закадровых проектов. Он также работал музыкантом, автором песен, записывающимся исполнителем и писателем.
Билл приобрёл известность в 1960-х годах, когда появился в титрах как Билли Муми, — эпохи, которая включала в себя появление в Сумеречной зоне и телевизионных шоу Alfred Hitchcock Presents, а также совместную главную роль в фильме с Брижит Бардо «Дорогая Бриджит», за которым последовала трёхсезонная роль Уилла Робинсона в научно-фантастическом сериале CBS 1960-х годов «Затерянные в космосе».
Позже он появился как одинокий подросток Стерлинг Норт в фильме Диснея «Шельмец» (Rascal, 1969). А позже, в 1971 году, Билл сыграл Тефта в фильме «Благослови зверей и детей» — фильм также показывался в СССР и стал лидером проката 1971 года.
В 1990-х годах он исполнял роль Ленньера во всех пяти сезонах научно-фантастического сериала «Вавилон-5», а за роль ведущего в документальном сериале «Биографии» в сети кабельного телевидения A&E, был удостоен премии «Эмми».
Муми также известен своей музыкальной карьерой гитариста, певца, автора песен и композитора: он номинирован на премию «Эмми» за оригинальную музыку в «Приключениях в стране чудес» (1991). Муми — опытный музыкант, играющий на банджо, басе, гитаре, губной гармошке, клавишных, мандолине и ударных. Его различные музыкальные заслуги включают песни, которые он написал и записал в Америке, гастролировал с Шоном Кэссиди и играл с группой Рика Спрингфилда в фильме «Трудно удержать». В 1998 году вместе с четырьмя другими актёрами Вавилона-5 он записал ностальгический альбом The Be Five — Trying to Forget.
Муми продюсирует и ведёт The Real Good Radio Hour, еженедельную серию на KSAV Internet Radio, посвящённую различным музыкальным стилям и артистам, которые стали их первопроходцами.
Также Муми и соавтор Питер Дэвид опубликовали рассказ «Чёрный '59» (1992) в сборнике «Шок Рок» под редакцией Ф. Пола Уилсона. Он является соавтором книги 2015 года «Потерянные и найденные в космосе» с Анджелой Картрайт.
В настоящее время Муми, его жена Эйлин и их двое детей-актёров, Сет (род. 1989) и Лилиана (род. 1994), живут в Лорел-Каньоне, Лос-Анджелес.

## Роли на телевидении и кино
| Год       | Название                              | Роль                         | Примечание                          |
| --------- | ------------------------------------- | ---------------------------- | ----------------------------------- |
| 1960      | Багдадский чародей                    | Аладдин                      | в титрах не указан                  |
| 1961      | Сумеречная зона                       | Билли Бейлс                  | Эпизод «Long distance calls»        |
| 1961      | Сумеречная зона                       | Энтони Фремон                | Эпизод «It’s a good life»           |
| 1962      | Гость в доме                          | Тони Митчелл                 |                                     |
| 1962      | Удивительный Мир Уолта Диснея в цвете | Пити Лумис                   | Эпизод «Sammy, the way-out seal»    |
| 1963      | Ребёнок ждёт                          | мальчик, считающий жемчужины |                                     |
| 1963      | Викенд в Палм-Спрингсе                | «Бум-Бум» Йейтс              |                                     |
| 1963      | Сумеречная зона                       | Пип Филипс в детстве         | Эпизод «In praise of Pit»           |
| 1963      | Перри Мейсон                          | Майлз Джефферсон             | Эпизод «The case of shifty shoebox» |
| 1964      | Моя жена меня приворожила             | сирота                       | Эпизод «The vision of sugar plums»  |
| 1964      | Приключения Оззи и Гаррет             | Билли                        | 3 эпизода                           |
| 1965      | Вирджинец                             | Уилли                        |                                     |
| 1965      | Дорогая Бриджит                       | Эразмус Лиф                  |                                     |
| 1965      | Я мечтаю о Дженни                     | Кастер                       |                                     |
| 1965      | Семейка монстров                      | Гуги Миллер                  | Эпизод «Come иack little Googie»    |
| 1965      | Моя жена меня приворожила             | Мальчик Даррин               | Эпизод «Junior executive»           |
| 1965-1968 | Потерянные в космосе                  | Уилл Робинсон                | 84 эпизода                          |
| 1968      | Ярость на улицах                      | Мальчик                      | в титрах не упоминался              |
| 1969      | Шельмец                               | Стерлинг Норт                |                                     |
| 1970      | Сюда приходят невесты                 | Саймон Билл                  | Эпизод «Break the bank of Tacoma»   |
| 1971      | Благословите зверей и детей           | Тефт                         |                                     |
| 1973      | Мотылёк                               | Ларо                         |                                     |
| 1974      | Досье детектива Рокфорда              | Ник Батлер                   | «Backlash of the Hunter» (pilot)    |
| 1975      | Сияние солнца                         | Вивер                        | 15 эпизодов                         |
| 1983      | Сумеречная зона, фильм                | Тим                          | (3й сюжет)                          |
| 1984      | Трудно удержать                       | игрок                        |                                     |
| 1988      | Мэтлок                                | Др. Ирвин Бракн              |                                     |
| 1990      | Капитан Америка                       | Генерал Флеминг в юности     |                                     |
| 1991      | Флэш                                  | Роджер Брейнтри              |                                     |
| 1991-1992 | Супербой                              | Томми Пак                    | 3 эпизода                           |
| 1994      | Шоу Рена и Стимпи                     | Доктор Брейнчайлд (голос)    |                                     |
| 1994-1998 | Вавилон-5                             | Ленньер                      | 109 эпизодов                        |
| 1995      | Бэтмен (анимация)                     | Фокс/Уоррен Лоуфорд (голос)  |                                     |
| 1997      | Странное шоу Ала                      | Техник                       |                                     |
| 1997      | Космический призрак                   | в роли себя (голос)          |                                     |
| 1998      | Звёздный путь: Глубокий космос 9      | Келлин                       | Эпизод «The Siege of AR-558»        |
| 2000      | Базз Лайтеар из Звездной команды      | Эон                          | 2 эпизода                           |
| 2003      | Сумеречная зона, сериал               | Молодой Энтони Флемонт       | Эпизод «Its still a Good Life»      |
| 2004      | Книга комиксов                        | в роли себя                  |                                     |
| 2005      | Холли Хобби и нежданная вечеринка     | Бад Моррис (голос)           |                                     |
| 2009      | Болт, который разрушил Рождество      | Кноб Ратчетт                 |                                     |
| 2013-2014 | Храбрейшие воины                      | Отец Бетт                    | веб-серии, 4 эпизода                |
| 2014      | Трансформеры: эпоха истребления       | Виджил (голос)               |                                     |
| 2018      | Мой шумный дом                        | Тимоти "Тим" МакКол (голос)  |                                     |
| 2018      | Потерянные в космосе                  | Др. З. Смит                  |                                     |